# Elisabeth Moss
Elisabeth Singleton Moss (Los Angeles, 24 juli 1982) is een Brits-Amerikaans actrice. Ze won in 2014 een Golden Globe voor haar hoofdrol als 'Robin' in de miniserie Top of the Lake en in 2018 een tweede voor die als 'June Osborne' in The Handmaid's Tale. Daarnaast werd ze in zowel 2009, 2010, 2011, 2012 als 2013 genomineerd voor een Primetime Emmy Award voor haar hoofdrol als Peggy Olson in de dramaserie Mad Men, waarvoor ze in zowel 2009 als 2010 samen met de gehele cast daadwerkelijk een Screen Actors Guild Award won. Moss speelde eerder onder meer presidentsdochter Zoey Bartlet in The West Wing (1999-2006).
In 2019 speelde Moss de hoofdrol van Cecilia Kass in de thriller The Invisible Man van Leigh Whannell, naar de roman van H.G. Wells. De film ging in februari 2020 in première en kreeg wereldwijd een goede ontvangst. Met name de tour de force van Moss wordt geprezen.
Moss is de dochter van een Britse vader en een Amerikaanse moeder, van deels Zweedse afkomst. Zijzelf bezit beide nationaliteiten. Haar vader is een musicus genaamd Ron Moss, niet te verwarren met soapacteur Ronn Moss. 
Moss was van 2009 tot en met 2011 getrouwd met komiek Fred Armisen.